# لسان إلهي
اللسان الإلهي أو الكلام الإلهي (بالإنجليزية: Divine language)‏ أو اللغة الإلهية، لغة الآلهة، أو في التوحيد، كلام الله (أو الملائكة)، هو مفهوم اللسان/اللغة البدائية السرانية أو الإلهية، التي تسبق وتحل محل الكلام البشري.

## الموروث الإبراهيمي
في اليهودية والمسيحية، من غير الواضح ما إذا كانت اللغة التي استخدمها الله لمخاطبة آدم هي لغة آدم، الذي استخدمها بصفته صاحب الاسم (تكوين 2: 19) لتسمية جميع الكائنات الحية، أو إذا كانت لغة إلهية مختلفة. في الإسلام، اللغة العربية هي اللغة التي أنزل الله بها الوحي الأخير.
يرى بعض المسيحيين أن اللغات المكتوبة على الصليب (العبرية واليونانية واللاتينية) هي لغات الله.

## الموروث الهندي
في الديانة الهندوسية، يعتبر "الخطاب" فاك vāc، أي لغة الليتورجيا: الشعائر الدينية، المعروفة الآن بالسنسكريتية، لغة الآلهة المسماة "ديفاباني".
ميزت الدراسات الهندوسية اللاحقة، ولا سيما مدرسة مومسا للتأويل الفيدي، بين فاك وشابدا، وهو تمييز يمكن مقارنته باللغة السوسورية واللغة والكلام.